# Jenő Jenőfi
Jenő Jenőfi (né le 25 novembre 1912 à Budapest alors en Autriche-Hongrie et mort le 26 février 1945 à Gödöllő en Hongrie) est un joueur de football hongrois.
Il est surtout connu pour avoir terminé meilleur buteur du championnat de Hongrie durant la saison 1943 avec 26 buts (à égalité avec Gyula Zsengellér).